# Worley Point
Der Worley Point ist eine felsige Landspitze am nordwestlichen Ende der Shepard-Insel inmitten des Getz-Schelfeises vor der Hobbs-Küste des westantarktischen Marie-Byrd-Lands. Sie ist Standardort einer Brutkolonie von Adeliepinguinen.
Die Besatzung des Eisbrechers USS Glacier kartierte sie am 4. Februar 1962. Das Advisory Committee on Antarctic Names benannte sie 1962 nach Leutnant Richard J. Worley von der United States Navy, Arzt auf der Amundsen-Scott-Südpolstation im Jahr 1969.